# Traité de Neuberg

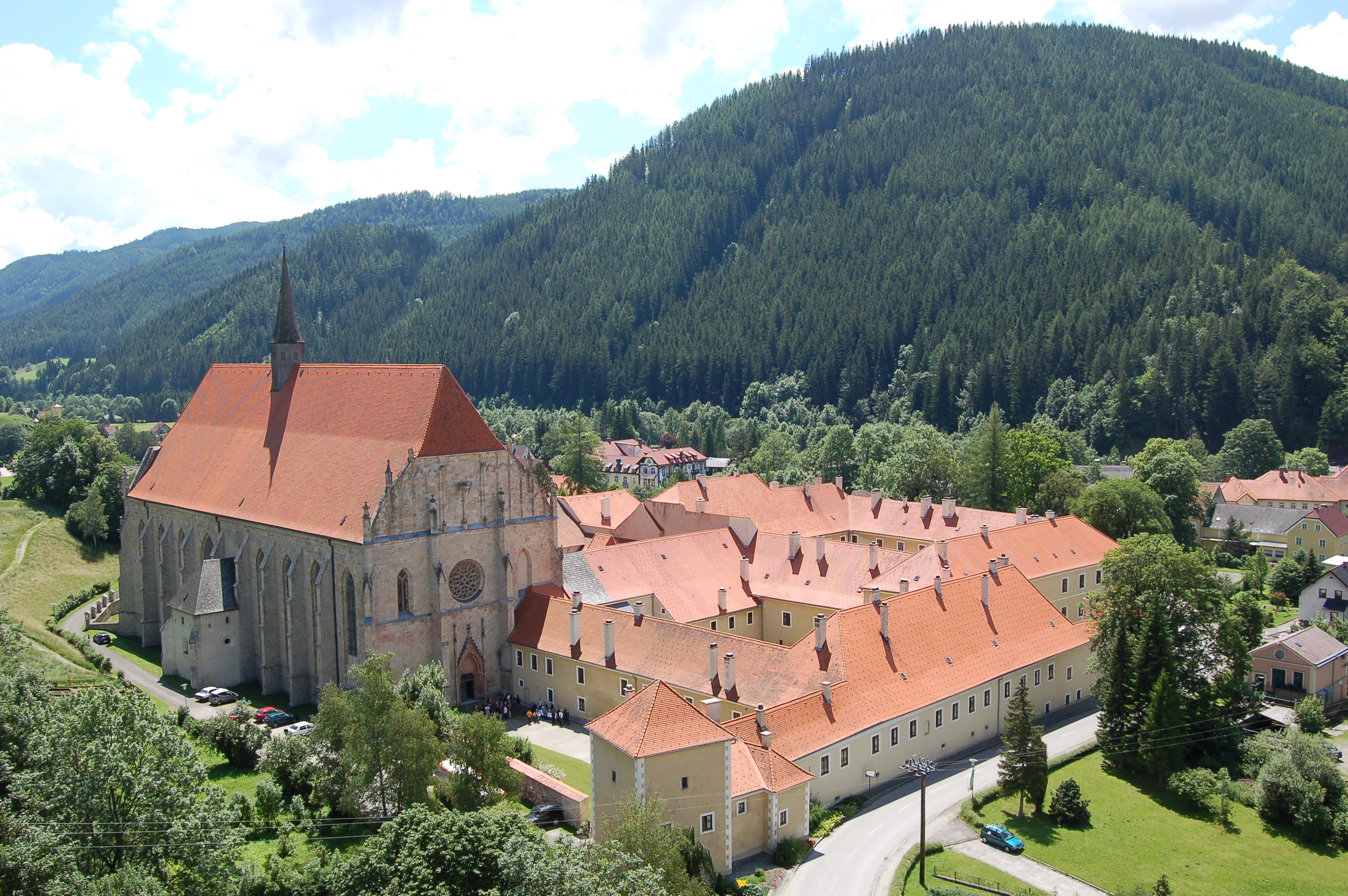
L'abbaye de Neuberg en Styrie.

Par le traité de Neuberg, conclu le 9 septembre 1379 à l'abbaye de Neuberg en Styrie, les frères du duc défunt Rodolphe IV d'Autriche se partagent les « territoires héréditaires » de la maison de Habsbourg. Il est souvent présenté comme le résultat de la confrontation permanente entre les jeunes ducs Albert III et Léopold III après le décès prématuré de leur frère aîné. La division entre les branches albertine et léopoldine de la dynastie durera jusqu'en 1490. 

## Contenu du traité
Par son plan de relève du 18 novembre 1364, Rodolphe IV avait établi que le patrimoine de son père le duc Albert II de Habsbourg devrait être gouverné en commun par lui-même et ses frères cadets disposant du même droit successoral. En conséquence, à la mort de Rodolphe l'année suivante, Albert et Léopold ont regné ensemble sur les pays héréditaires des Habsbourg. Tous deux ont été inféodés de biens et droits par l'empereur Charles IV le 9 mai 1366.
Toutefois, compte tenu de leur différence de caractère, les frictions entre les frères se sont intensifiées : Albert III, seigneur  pondéré, a plaidé en faveur d'un plus grand rapprochement avec l'empereur Charles et la maison de Luxembourg. Il a réussi à assurer la sauvegarde du comté de Tyrol, patrimoine de la comtesse Marguerite, contre les contestations de la maison de Wittelsbach ; de plus, il a pu acquérir la domination sur la ville de Fribourg-en-Brisgau. La maison de Habsbourg s'est assuré un accès à la mer Adriatique en Italie du Nord avec la maîtrise sur la seigneurie de Duino, l'acquisition d'autres territoires dans la marche d'Istrie et une alliance avec les citoyens de Trieste.
Le 25 juillet 1373, les frères sont convenus d'introduire un partage temporaire de leurs possessions. Kors d'une réunion à l'abbaye cistercienne de Neuberg en Styrie, une décision définitive visant à diviser le gouvernement a été prise : Albert III reçoit le duché d'Autriche, au-dessous et au-dessus de l'Enns jusqu'au Salzkammergut à l'ouest, et Léopold les pays de l'Autriche intérieure (les duchés de Styrie — incluant la ville de Wiener Neustadt —, de Carinthie et de Carniole) ainsi que les possessions des Habsbourg dans le Frioul, le Tyrol et l'Autriche antérieure.

## Conséquences historiques

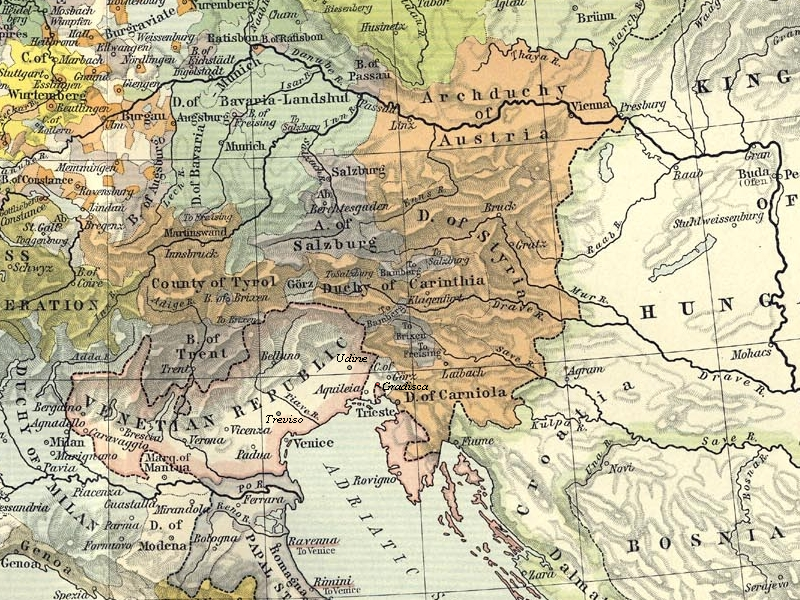
Les pays autrichiens vers la fin du XVe siècle.

Après que Léopold est tué à la bataille de Sempach en 1386, son fils aîné Guillaume est mis sous la tutelle de son oncle Albert abrogeant temporairement les réglementations du traité. Le partage matériel est rétabli à la mort d'Albert III en 1395. Guillaume et son cousin Albert IV se répartissent à nouveau les terres de leur patrimoine.
Le traité de Neuberg a créé une séparation durable entre les territoires autrichiens des lignées albertinienne et léopoldiniennes. La dynastie des Habsbourg a toutefois été en mesure de prendre l'avantage sur les maisons rivales de Luxembourg et de Wittelsbach. La lignée d'Albert III s'éteint à la mort de Ladislas le Posthume en 1457, et les pays des Habsbourg sont finalement réunifiés en 1490 quand Sigismond d'Autriche donne le contrôle du Tyrol à l'archiduc Maximilien Ier, fils de l'empereur Frédéric III. L'ascension des Habsbourg a culminé dans l'accession au trône impérial de Charles Quint en 1519, régnant sur « un empire où le soleil ne se couche jamais ».